# Saururaceae
Famille
Classification APG III (2009)
Les Saururaceae (ou Saururacées en français) sont une famille de plantes à fleurs de l'ordre des Piperales. Ce sont des plantes de divergence ancienne.
Ce sont des plantes herbacées bisannuelles, rhizomateuses, aux tiges articulées, productrices d'huiles essentielles, des régions tempérées à tropicales. On les rencontre en Asie de l'Est, dans le Sud des États-Unis et au Mexique.
C'est la famille des « queues de lézards ».

## Étymologie
Le nom de famille vient du genre Saururus lui-même issu du grec Σαύρα Sáura (lézard) et ουρά ourá (queue),. Le nom est attribué, en 1693, par Charles Plumier à des plantes placées actuellement principalement  dans les genres Piper ou Peperomia, en raison de leur inflorescence longue et recourbée, pouvant faire penser à une queue de lézard.
En 1753, Linné reprend le nom donné par Charles Plumier pour l'espèce dénommée soit Saururus foliis profunde cordatis ovato-lanceolatis, soit Serpentaria repens, espèce qu'il rebaptise Saururus cernuus et qui devient l'espèce-type du genre.
En 1820, Ivan Ivanovič Martinov définit la famille des Saururacées dont le genre Saururus est le type.

## Liste des genres
Selon Angiosperm Phylogeny Website (13 avr. 2010) :
- genre Anemopsis
- genre Circaeocarpus
- genre Gymnotheca
- genre Houttuynia
- genre Saururus

Selon NCBI (13 avr. 2010) et DELTA Angio (13 avr. 2010) :
- genre Anemopsis
- genre Gymnotheca
- genre Houttuynia
- genre Saururus

Selon ITIS (13 avr. 2010) :
- genre Anemopsis Hook. & Arn.
- genre Houttuynia Thunb.
- genre Saururus L.

## Liste des espèces
Selon NCBI (13 avr. 2010) :
- genre Anemopsis
  - Anemopsis californica
- genre Gymnotheca
  - Gymnotheca chinensis
  - Gymnotheca involucrata
- genre Houttuynia
  - Houttuynia cordata
- genre Saururus
  - Saururus cernuus
  - Saururus chinensis